# ボリー (DD-215)
|          |                                                  |
| 艦歴     |                                                  |
| 発注     |                                                  |
| 起工     | 1919年4月30日                                    |
| 進水     | 1919年10月4日                                    |
| 就役     | 1920年3月24日                                    |
| 退役     |                                                  |
| その後   | 1943年11月2日に戦没                              |
| 除籍     |                                                  |
| 性能諸元 |                                                  |
| 排水量   | 1,215トン                                        |
| 全長     | 314 ft 4 in (95.81 m)                            |
| 全幅     | 31 ft 9 in (9.68 m)                              |
| 吃水     | 9 ft 10 in (3 m)                                 |
| 機関     | ギアード・タービン                               |
| 最大速   | 35ノット (65 km/h)                               |
| 乗員     | 士官、兵員122名                                  |
| 兵装     | 4インチ砲4門 3インチ砲1門 21インチ魚雷発射管12門 |

ボリー (USS Borie, DD-215) は、アメリカ海軍の駆逐艦。クレムソン級駆逐艦の一隻。艦名は第25代海軍長官のアドルフ・ボリーに因む。

## 艦歴
ボリーは1919年4月30日にペンシルベニア州フィラデルフィアのウィリアム・クランプ・アンド・サンズで起工する。1919年10月4日にパティ・ボリー（ボリー長官の大曾姪）によって命名、進水し、1920年3月24日に艦長E・F・クレメント少佐の指揮下就役した。
1920年4月、ボリーはトルコ海域に派遣される分艦隊に合流し、黒海での任務に就く。翌年にはアジア艦隊の第38駆逐艦部隊に加わり、続く4年間を冬期間はアメリカの植民地のフィリピン海域で、夏期は中華民国の煙台、上海で活動した。その後帰国し、1927年の春までカリブ海での偵察任務に就き、続いてヨーロッパへの巡航を行った。ボリーは1929年まで大西洋艦隊に所属し、その後3年間をアジア艦隊での任務で過ごした。
1932年から33年にかけて戦隊旗艦としての改修が行われ、その後第2駆逐艦戦隊に加わる。1939年後半まで通常の駆逐艦としての任務を太平洋で行い、その後パナマ運河を通過して中立パトロールに参加する。第二次世界大戦が勃発すると、ボリーはパナマ湾の第15海軍管区で沿岸警備を担当し、その後カリブ海での警備、護衛任務に就く。
1943年6月26日、ボリーはカリブ海を出航し、7月30日に護衛空母カード (USS Card, CVE-11) を中心とした対潜攻撃部隊に加わり出撃する。同部隊でボリーは3度の哨戒を完了した。
哨戒中の1943年11月1日、49°00' N., 31°14' W. の海域でドイツ潜水艦 U-405 に遭遇する。ボリーは爆雷を投下し、U-405は海面に浮上した。ボリーはU-405に激突され、銃撃戦が行われた。U-405、ボリーの両艦は分離し、U-405は49名の乗組員と共に沈没した。ボリーの乗組員27名が戦死し、牽引できないくらい大きく損傷した。ボリーは翌日バリー (USS Barry, DD-248) によって海没処分された。また、ボリーは第二次世界大戦の戦功で3個の従軍星章を受章し、カードとの作戦活動で殊勲部隊章を受章した。